# 竹幼婷
竹幼婷（Ivy Chu, 1980年4月29日—），台北人，中華民國女性新聞主播、電視節目主持人，前香港鳳凰衛視主播、節目主持人。
2017年2月在香港養和醫院誕下長子，隔年遂從服務十年的香港鳳凰衛視離職，跟隨從事法律工作的台灣籍丈夫移居芬蘭，並於2019年5月在芬蘭首都赫爾辛基順利生下次子，現在一家四口定居於芬蘭首都赫爾辛基。

## 學歷
- 臺北市立第一女子高級中學
- 輔仁大學新聞傳播學系

## 經歷
- 台灣飛碟電台DJ
- 台灣偶像劇演員（曾拍攝過茶飲料廣告、國語流行音樂MV等作品）
- 台灣中華電視公司新聞部記者
- 台灣中華電視公司晨間新聞主播
- 台灣中華電視公司午間新聞主播
- 台灣中華電視公司氣象新聞主播
- 台灣中華電視公司節目主持人
- 台灣中天新聞台記者
- 台灣中天新聞台新聞主播
- 香港鳳凰衛視資訊台港聞組記者
- 香港鳳凰衛視資訊台新聞主播
- 香港鳳凰衛視中文台節目主持人

## 個人簡歷
- 榮獲“聯合報王惕吾新聞獎學金”，並在頒獎典禮上，代表50名獲獎大学生致得獎詞。
- 榮獲世界廣播獎學金
- 曾以香港鳳凰衛視新聞主播身分，亮相中國大陸湖南衛視高人氣綜藝節目天天向上，擔任節目嘉賓，分享主播台上的趣味事。
- 曾多次出席香港鳳凰衛視中文台鏘鏘三人行節目錄製，擔任節目與談嘉賓，集數超過上百集。席間憑藉懇切真摯的時事觀點，加上活潑自然的談話風格，因此收穫不少中國大陸粉絲，更被粉絲樂稱是鏘鏘三人行的竇女郎。

## 曾主播或主持過的節目
主播
| 年份 | 頻道           | 節目                 | 備註           |
| ---- | -------------- | -------------------- | -------------- |
|      | 華視           | 《華視晨間新聞》     | 新聞主播       |
|      | 華視           | 《華視午間新聞》     | 新聞主播       |
|      | 華視           | 《華視晚間新聞》     | 記者、氣象主播 |
|      | 中天新聞台     | 《中天整點新聞》     | 記者、主播     |
|      | 鳳凰衛視資訊台 | 《鳳凰正點新聞》     | 記者、主播     |
|      | 鳳凰衛視資訊台 | 《鳳凰子夜快車》     | 主播           |
|      | 鳳凰衛視資訊台 | 《鳳凰周末正午播報》 | 主播           |

主持
| 年份 | 頻道           | 節目             | 備註                                       |
| ---- | -------------- | ---------------- | ------------------------------------------ |
|      | 華視           | 《運動棒棒棒》   | 與體育主播丁元凱共同主持                   |
|      | 華視           | 《青春週記》     |                                            |
|      | 鳳凰衛視中文台 | 《世界奧運村》   | 與時任體育主播姜聲揚、新聞主播任韌共同主持 |
|      | 鳳凰衛視中文台 | 《鳳凰太空站》   |                                            |
|      | 鳳凰衛視中文台 | 《點滴鳳凰人》   |                                            |
|      | 鳳凰衛視中文台 | 《娛樂大風暴》   |                                            |
|      | 鳳凰衛視中文台 | 《焦點關注》     |                                            |
|      | 鳳凰衛視中文台 | 《全媒體大開講》 |                                            |
|      | 鳳凰衛視資訊台 | 《鳳凰資訊榜》   |                                            |
|      | 鳳凰衛視資訊台 | 《娛樂新聞報道》 |                                            |
|      | 鳳凰衛視資訊台 | 《天下被網羅》   |                                            |
|      | 鳳凰衛視資訊台 | 《新聞今日談》   |                                            |

## 演出

### 電視劇
| 年份 | 頻道 | 劇名               | 飾演   |
| ---- | ---- | ------------------ | ------ |
|      | 華視 | 《聖夏零度C》      | 羅玲   |
|      | 中視 | 《粉紅教父小甜甜》 | 包小蔓 |